# Wiesław Lisowski
Wiesław Lisowski (ur. 22 sierpnia 1884 w Ząbkach, zm. 16 września 1954 w Łodzi) – polski architekt, projektant szkół, budynków szpitalnych i innych obiektów użyteczności publicznej oraz kościołów w Łodzi i jej okolicy, także budynków mieszkalnych, w sumie 88 obiektów. Zaprojektował także Pomnik Straconych w latach 1905–1907 na Polesiu Konstantynowskim.

## Życiorys

### Nauka i studia
Szkołę powszechną ukończył w Warszawie, zaś szkołę średnią w Odessie, mieszkając u swojego wuja. Studiował w Petersburgu, najpierw na Wydziale Elektrycznym Instytutu Inżynierów Cywilnych, ale wkrótce na Wydziale Architektury petersburskiej Cesarskiej Akademii Sztuk Pięknych, której dyplom uzyskał 31 marca 1918 z tytułem architekta-artysty wraz ze złotym medalem (za projekt pałacu Sprawiedliwości w Petersburgu).

### Praca
Początkowo przez okres kilku miesięcy pracował w Warszawie, w Ministerstwie Robót Publicznych przy projektach osiedla Żoliborz.
Od 1 kwietnia 1919 osiadł w Łodzi, obejmując na 10 lat stanowisko architekta miejskiego, prowadząc jednocześnie Biuro Architektoniczne Budowy Gmachów Miejskich w Łodzi. Był głównym realizatorem polityki budowlanej miasta, która po raz pierwszy w dziejach Łodzi doprowadziła do powstania prawie 20 nowych budynków szkolnych.
15 czerwca 1929 zrezygnował z pracy na etacie miejskim, projektując wyłącznie na własny rachunek kolejne budowle, głównie budynki użyteczności publicznej, ale i budynki mieszkalne. Mieszkał cały czas w Łodzi.
Podczas okupacji niemieckiej nie miał prawa wykonywać zawodu architekta, tak jak wszyscy Polacy, pracował więc jako szeregowy kreślarz w prywatnym biurze inżynieryjnym Niemca, Roberta von Rimszy.
Po wojnie projektował i realizował obiekty w Wojskowym Biurze Budowlanym do 1 listopada 1947. Od 15 listopada 1947 był projektantem w Centrali Tekstylnej, a od 1 czerwca 1950 w Biurze Projektów Handlu Wewnętrznego, gdzie pracował aż do śmierci.
Wiesław Lisowski zmarł 16 września 1954 w Łodzi, został pochowany na cmentarzu Doły przy ul. Smutnej.
Z małżeństwa z Zuzanną Estellą z Faszczewskich miał dwie córki: Irenę Marię i Marię Janinę oraz syna Jana ur. 31 lipca 1929 r., inżyniera elektryka, biografa ojca.

## Twórczość

### Ważniejsze obiekty zbudowane w Łodzi
- kolonia budynków wojskowych przy ul. Zagajnikowej (dziś ulica Stefana Kopcińskiego) budowana od 1922
- budynki kolejowe przy dworcu Łódź Kaliska
- sanatorium przeciwgruźlicze dla dzieci w Łagiewnikach (1928)
- schronisko dla półkolonii letnich w parku im. J. Poniatowskiego (1919) i w Parku 3 Maja
- Łódzki Dom Kultury, budowany wówczas jako Dom-Pomnik im. Marszałka Józefa Piłsudskiego (1929-39)
- YMCA (adaptacja amerykańskiego projektu, 1935-39), ul. Stanisława Moniuszki 4a
- budynek dyrekcji Wydziału Kanalizacji i Wodociągów przy zbiegu ulic Gabriela Narutowicza i Wiliama Lindleya (obecnie rektorat Uniwersytetu Łódzkiego)
- szpital im. prez. Ignacego Mościckiego przy ul. Zagajnikowej (dziś im. Norberta Barlickiego przy ul. S. Kopcińskiego) budowany w latach 1928-30[1], wówczas największy szpital w mieście (na 600 łóżek)
- szpital przeciwgruźliczy przy Rokicińskiej 15 (dziś nie istnieje)
- rozbudowa szpitala dla umysłowo chorych w Kochanówce (1929)
- Pomnik Straconych w latach 1905–1907 na Polesiu Konstantynowskim w formie kolumny z krzyżem (zniszczony przez hitlerowców) (1923)
- na Starym Cmentarzu przy ul. Ogrodowej w 1936 zbudował dwa pomniki nagrobne: T. Mogilnickiego i Przedpełskiej
- w 1924 kierował przebudową sali na galerię sztuki w parku im. H. Sienkiewicza
- Kościół i klasztor św. Elżbiety Węgierskiej w Łodzi
- szereg domów mieszkalnych, w tym:
  - miejski dom dla bezdomnych rodzin przy ul. Napiórkowskiego (dziś St. Przybyszewskiego) 76 (1928)
  - 6 domów dla nauczycieli i pracowników szkół przy Drewnowskiej 88, Marysińskiej 2, Podmiejskiej 21, Limanowskiego 126
  - pojedyncze domy dla prywatnych właścicieli: Radwańska 38, Nowo-Marysińska 4, Brzozowa 11, Franciszkańska 67 (dla Stowarzyszenia Kobiet), Narutowicza róg Zagajnikowej (Kopcińskiego) i inne
  - wille np. dla H. Brodzkiej przy ul. Gdańskiej 79, czy dla własnej rodziny przy ul. Wierzbowej 28
  - kierował także budową części osiedla im. Montwiłła-Mireckiego na Polesiu Konstantynowskim (1928-29), za którego niezrealizowany projekt otrzymał wyróżnienie poza konkursem
- z obiektów oświatowych głównie szkoły, ale przed wojną także Miejski Dom Wychowawczy przy ul. Przędzalnianej 66, a po wojnie przedszkole dla 200 dzieci przy ul. Małachowskiego obok Parku 3 Maja
- z innych obiektów zbudował:
  - oczyszczalnię ścieków na Lublinku (1927-28) (budynek nie istnieje)
  - łaźnię miejską na rogu ulic Wodnej 25 i Nawrot (1922-28)
  - dom księży emerytów przy ul. Kaplicznej (obecnie ul. Broniewskiego 1a) (1930)
  - dom Akcji Katolickiej przy ul. Wólczańskiej 225
  - dom, salę i kino dla Towarzystwa "Przyszłość" przy ul. Młynarskiej 31
  - Dom Ludowy Związku "Praca" przy Wodnym Rynku (obecnie pl. Zwycięstwa 13)
  - sanatorium dla chorych na płuca w Chełmach (1930)
  - sanatorium rehabilitacyjne na 100 łóżek w Wiśniowej Górze

#### Budynki szkolne
Wiesław Lisowski zaprojektował w Łodzi łącznie 11 budynków szkolnych, a zrealizował 8. Poświęcić im należy uwagę dlatego, że Łódź jako pierwsze miasto w niepodległej Polsce, w 1919 podjęła uchwałę o powszechności nauczania, czyli zapewnieniu miejsca dla wszystkich dzieci w szkołach powszechnych. Dla zapewnienia owej powszechności nauczania w ciągu zaledwie 10 lat (1919–1929) wzniesiono w Łodzi 11 budynków szkolnych (277 klas, 13 sal gimnastycznych) o łącznej objętości ok. 235 000 m³.
Wiesław Lisowski zrealizował budynki szkół:
- przy ul. Konstantynowskiej (obecnie ul. Legionów 27, budynek szkolnego schroniska młodzieżowego PTSM) (1922-24)
- na rogu ulic Nowo-Marysińskiej (obecnie ulica Stanisława Staszica) i Sikawskiej (obecnie ulica mjr. Sucharskiego) (1923–1924)
- przy ul. Cegielnianej 58 (obecnie Stefana Jaracza 26) (1923–1924)
- przy ul. Drewnowskiej 88 (1923–1925)
- na rogu ulic Nowo-Targowej (obecnie Seweryna Sterlinga 24) i Południowej (obecnie ul. Rewolucji 1905 roku) (1923–1926)
- przy ul. Wspólnej 5/7 (1926–1930)
- przy ul. Aleksandrowskiej (obecnie ulica Limanowskiego 124) (1927–1932)
- przy ul. Łęczyckiej 23 (1927–1929)

Szkołę przy ul. Kielma (obecnie ulica 1 Dywizji 16/18) (1923) dokończono budować po wojnie ze zmianami w stosunku do pierwotnego projektu Lisowskiego.

Wszystkie te obiekty odznaczają się dążeniem do jak najbardziej funkcjonalnego i zgodnego z nowoczesnymi, obowiązującymi wówczas standardami ukształtowania (dobre doświetlenie sal lekcyjnych, przestronne korytarze z przestrzenią rekreacyjną, sale gimnastyczne z szatniami i natryskiem). (…) Jednocześnie ukształtowanie poszczególnych obiektów, jak też ich szata architektoniczna, dostosowane zostały do ich sytuacji. Wśród obiektów tych znajdujemy bowiem zarówno szkoły umiejscowione w śródmieściu, pośród zwartej zabudowy, jak i na obrzeżu centrum, na większych parcelach. Pierwsze z nich – do których zaliczyć należy szkoły przy ulicach Legionów i Jaracza – stawiane na stosunkowo niewielkich prostokątnych działkach, odznaczają się zwartą bryłą, wciśniętą między sąsiednie kamienice a ich wystrój architektoniczny oparty został na lekko zmodernizowanych formach klasycznych, nadających im wyraz surowej powagi, kontrastującej ze zróżnicowanymi formami sąsiedniej zabudowy śródmiejskiej. W szkole przy ul. Jaracza architekt wprowadził prostopadłe do gmachu głównego skrzydło, biegnące wzdłuż bocznej granicy posesji, mieszczącej salę gimnastyczną. Na podobnej prostokątnej wydłużonej działce, choć poza ścisłą śródmiejską zabudową, usytuowany został budynek szkolny przy ul. Limanowskiego, który został zakomponowany w nietypowy sposób. Od frontu usytuowano budynek mieszkalny dla pracowników, następnie salę gimnastyczną, a dopiero w głębi rozciągnięty wzdłuż zachodniej granicy posesji budynek szkolny.

Budynek szkoły, a właściwie dwóch szkół (przez ponad 60 lat szkoła podstawowa nr 1 i 21, obecnie użytkowane też przez 2 szkoły: Państwowe Gimnazjum nr 1 i szkołę podstawową nr 1) przy ul. Seweryna Sterlinga 24 zajmuje wraz z obszernym boiskiem dużą działkę narożną przy zbiegu ulic S. Sterlinga i Rewolucji 1905 r. Obie szkoły – wysokie, trzypiętrowe gmachy połączone zostały dużą, wysoką salą gimnastyczną, pełniącą także funkcję auli szkolnej. Użytkowana była na przemian przez jedną, a potem drugą szkołę. Szkoły nie miały centralnego ogrzewania, ogrzewane były piecami kaflowymi. Obszerny i wysoki gmach, otrzymał formy nawiązujące do motywów klasycystyczno-barokowych, utrzymanych w charakterystycznym dla polskiej architektury lat 20. XX w. duchu „swojskim”, pokrewnym stylowi „dworkowemu”
Szkoły przy Drewnowskiej, Łęczyckiej i Staszica, wzniesione na przedmieściach są większe i bardziej urozmaicone. Budynek przy ul. Wspólnej jest tu wyjątkiem, jest niezbyt wielki, ale przez prawie 20 powojennych lat mieścił szkołę średnią i podstawową łącznie, wówczas była to „jedenastolatka” V TPD (późniejsze V LO im. Władysława Reymonta), bibliotekę rejonową dla młodzieży i mieszkania nauczycieli nad bramą. Ma bryłę zwartą, prostopadłościenną, tylko portal wejściowy jest zdobniejszy.
Natomiast szkoła przy ul. S. Staszica to znów dwa gmachy szkolne, usytuowane pod kątem ostrym do siebie, jakby litery V, na nietypowej trójkątnej działce przy zbiegu z ulicą Sucharskiego. Jeden z budynków zajmuje szkoła podstawowa specjalna, zaś drugi – organizacja pozarządowa (poprzednio: liceum ogólnokształcące, a przed nim – przez wiele lat szkoła pielęgniarska – Liceum Medyczne nr 4). Obydwa budynki stykają się z salą gimnastyczną, podobną do szlacheckiego dworku, z wysokim dachem i kolumnowym gankiem na osi, a nad portykiem znajduje się duża tarcza zegara (nigdy niedziałającego).

Niskie łączniki między salą a budynkami szkolnymi zwieńczone zostały attykami. Całość, rozwiązana bardzo funkcjonalnie, prezentuje architekturę nawiązującą do form z różnych epok: renesansu, baroku i klasycyzmu, tworzących konglomerat w duchu „swojskim”

Nieco podobnie w szkole przy ul. Drewnowskiej obie części gmachu, posadowione wzdłuż ulicy, mające kształt litery H, z silnie do przodu wysuniętymi ryzalitami bocznymi, połączone są łącznikiem, mieszczącym owalną salę gimnastyczną, zaś od strony dziedzińca łączy je kolumnada na rzucie owalnym. Architektonicznie gmach odpowiada kanonom zmodernizowanego klasycyzmu.
Gmach dawnej Miejskiej Szkoły Pracy przy ul. Łęczyckiej ma kształt wydłużony, wzdłuż ulicy, choć nieco cofnięty od chodnika. Posiada ogromne, ostrołukowe (pseudogotyckie) portale wejściowe.

### Obiekty zbudowane poza Łodzią
- gmach Polskich Zakładów Optycznych w Warszawie przy ul. Grochowskiej 318 (1937-38)
- domy mieszkalne w Warszawie przy ul. Słupeckiej 2a i Wierzbowej 34
- gmach Towarzystwa „Przezorność” w Częstochowie
- przebudowa pałacu Piescha na szpital w Tomaszowie Mazowieckim
- kaplica w Osinach (1930-33)
- kościół w Głownie (1923-30)

### Varia
W 1920 wykonał dyplom i pieczęć Honorowego Obywatela m. Łodzi dla Józefa Piłsudskiego.

### Opinie
Zdobienia budynków autorstwa Wiesława Lisowskiego (…) charakterystyczne dla nurtu »art deco« panującego w sztuce polskiej w końcu lat dwudziestych obecnego stulecia.
Bogata i różnorodna twórczość Wiesława Lisowskiego w okresie międzywojennym (…) wykazuje pewne charakterystyczne prawidłowości. Zauważalna jest wyraźna ewolucja od form swobodnie historyzujących, o cechach „swojskich”, ku formom klasycznym – dominującym w połowie lat dwudziestych poprzez motywy stylu »art deco« z alt około 1927–1930, ku architekturze funkcjonalistycznej, jaka zaczyna dominować po 1930 roku. Jest to droga, jaką przechodzi w tym okresie polska architektura, i której znamienne odbicie odnajdujemy w twórczości architekta miejskiego Łodzi. (…) Dorobek twórczy Wiesława Lisowskiego i jego działalność na stanowisku architekta miejskiego sprawiają, że bez wątpienia możemy go uznać, obok innego twórcy tamtej epoki – Józefa Kabana-Korskiego, za najwybitniejszego architekta Łodzi międzywojennej.